# Norman Simmons
Norman Simmons (Chicago, 6 oktober 1929 – Mesa (Arizona), 13 mei 2021) was een Amerikaanse jazzpianist. Hij werd door zangers gewaardeerd als een metgezel en was een soort alter ego van Joe Williams. Hij was ook een veelgevraagd arrangeur en volgens Martin Kunzler schreef hij jazzgeschiedenis met zijn orkestratie van Wade in the Water voor de tentet van Johnny Griffin.

## Biografie
Simmons studeerde van 1945 tot 1949 aan de Chicago School of Music en trad aanvankelijk op met een trio naar het voorbeeld van het Nat King Cole Trio, waartoe ook de jonge gitarist Roland Faulkner behoorde. Daarna speelde hij met Clifford Jordan, voordat hij in 1953 bij de band van Paul Bascomb kwam. De eerste opnamen werden gemaakt in 1953, toen hij speelde in de begeleidingscombo van zangeres Dinah Washington (My man's an Undertaker). Daarna werkte hij als huispianist bij de Chicago jazzclub Bee Hive (1953 tot 1956) en in de C&C Lounge (1957 tot 1959) en begeleidde hij solisten als Wardell Gray, Dakota Staton en Ernestine Anderson. In 1956 nam hij een debuutalbum op met zijn trio. Hij verhuisde naar New York, waar hij vanaf 1959 als arrangeur voor het Riverside-label werkte en speelde in het kwintet van Eddie Lockjaw Davis en Johnny Griffin. Vanaf 1969 begeleidde hij Carmen McRae, daarna Betty Carter (tot 1971), daarna Anita O'Day en Helen Humes en vanaf 1979 werkte hij een aantal jaren als pianist van Joe Williams, met wie hij ook zijn album Ballad and Blues Master inspeelde.
Halverwege de jaren 1980 trok de pianist, die voor het laatst weer met een trio optrad, zich terug uit het toeren en concentreerde zich weer op het arrangeren. Vanaf 1982 doceerde hij als professor aan het William Paterson State College, later aan The New School. In 1992 toerde hij met de Philip Morris Superband en Nnenna Freelon. Hij heeft ook opgenomen met Red Rodney, Roy Eldridge, Houston Person, Frank Wess, Warren Vaché jr., Etta Jones, Red Holloway, Scott Hamilton, Al Gray, Dakota Staton, Carol Sloane en Harold Ashby. Op het gebied van jazz was hij volgens Tom Lord tussen 1953 en 2011 betrokken bij 132 opnamesessies, meest recentelijk met de Duke Ellington Legacy rond Virginia Mayhew.

## Overlijden
Simmons overleed op 91-jarige leeftijd aan de ziekte van Kahler.

## Discografie

### Als leader
- 1956: Norman Simmons Trio (Argo Records)
- 1976: Ramira The Dancer (Spotlite)
- 1979: Midnight Creeper (Milljac)
- 1981: I'm...The Blues (Milljac)
- 1986: 13th Moon (Milljac)
- 1997: The Heat And The Sweet (Milljac)
- 2000: The Art Of Norman Simmons (Savant Records) - met Eric Alexander
- 2002: Manha De Carnaval (Sound Hills [Japan])
- 2002: Synthesis (Savant) - met Eric Alexander
- 2004: In Private (Savant)

### Als sideman
Met Roy Eldridge
- 1976: What It's All About (Pablo)

Met Johnny Griffin
- 1960: Battle Stations (Prestige Records) - met Eddie Lockjaw Davis
- 1960: Johnny Griffin's Studio Jazz Party  (Riverside Records)

Met Red Holloway
- 1965: Red Soul (Prestige)

Met Etta Jones
- 1998: My Buddy: Etta Jones Sings the Songs of Buddy Johnson (HighNote)
- 1999: All the Way (HighNote)

Met Carmen McRae
- 1962: Sings Lover Man and Other Billie Holiday Classics (Philips Records)
- 1963: Live at Sugar Hill San Francisco (Time)
- 1964: Second to None (Mainstream Records)
- 1965: Woman Talk, Live at the Village Gate (Mainstream)
- 1973: Live & Wailing (Mainstream, heruitgegeven met Woman Talk bij Columbia Records)
- 1971: Carmen McRae (Mainstream)

Met Betty Carter
- 1970: Betty Carter (Bet-Car Productions)
- 1975: Round Midnight (Roulette Records)
- 1988: Finally (Roulette)

Met Harold Ousley
- 1977: The People's Groove (Muse Records)
- 1980: Sweet Double Hipness (Muse)

Met Anita O'Day
- 1979: Anita O'Day met John Poole Trio Featuring Norman Simmons - Live at Mingo's (Emily)

Met Scott Hamilton en Warren Vaché
- 1980: Skyscrapers (Concord Jazz)

Met Clifford Jordan, Von Freeman, Cy Touff, Victor Sproles en Wilbur Campbell
- 1983: Hyde Park After Dark (Bee Hive)

Met Dakota Staton
- 1974: Ms. Soul (Groove Merchant)

Met Joe Williams
- 1985: Joe Williams & Friends June 1985 - I Just Want to Sing (Delos Records)
- 1987: Every Night: Live At Vine St. (Verve Records)
- 1989: In Good Company (Verve)
- 1990: That Holiday Feelin' (Verve)
- 1992: Ballad And Blues Master (Verve)

Met Al Grey en Bjarne Nerem
- 1987: Al Meets Bjarne (Gemini)

### Als arrangeur
Met Johnny Griffin
- 1959: The Little Giant (Riverside)
- 1960: The Big Soul Band (Riverside)
- 1961: White Gardenia (Riverside)

Met Teri Thornton
- 1961: Devil May Care (Riverside)

- Bibliothèque nationale de France: cb13940576k (data)
- Gemeinsame Normdatei: 134764587
- International Standard Name Identifier: 0000 0001 0814 1949
- Library of Congress Control Number: n85106031
- MusicBrainz: fa47b739-787a-4c1a-b3bc-16e5be68df62
- SNAC: w6nk6v06
- Système universitaire de documentation: 159899265
- Virtual International Authority File: 34647809
- WorldCat: E39PBJB4hwxcqYjvcWRYDcYHG3